# Kawasaki

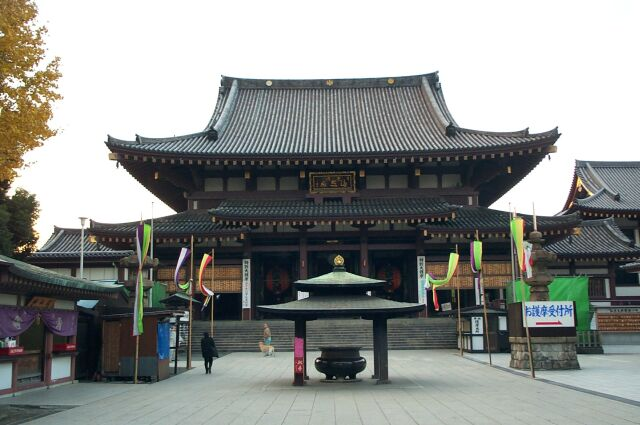
Templul budist Daishi

Kawasaki (川崎市 Kawasaki-shi?) este un municipiu din Japonia, prefectura Kanagawa.